# Friedrich Johann Georg Rauscher

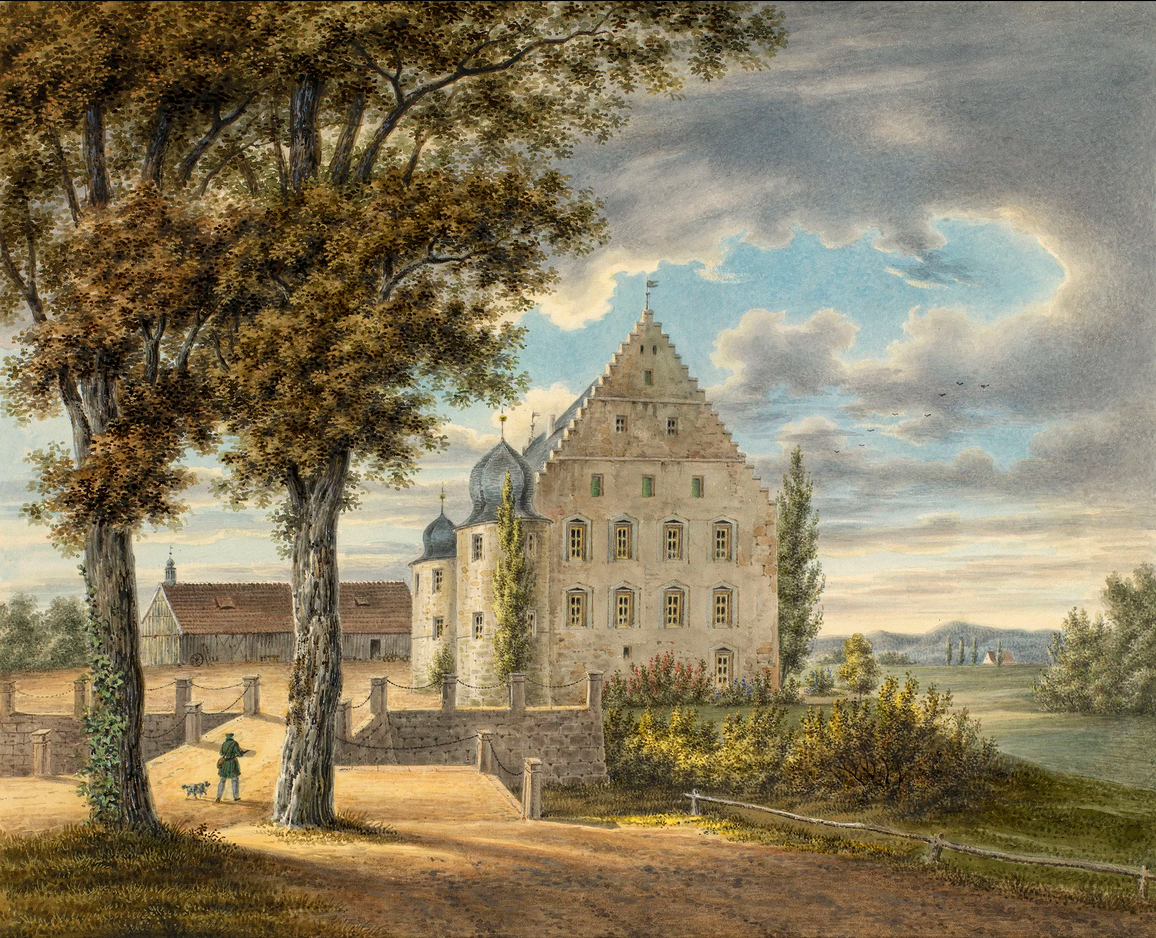
Schloss Waldsachsen

Friedrich Johann Georg Rauscher (* 1790 in Coburg; † 21. Mai 1856 ebenda) war ein deutscher Landschaftsmaler und Kunstpädagoge. 
Er wurde als Sohn des Coburger Hofmalers und Landschaftsmalers Johann Albrecht Friedrich Rauscher geboren.
Nach dem ersten Malunterricht bei seinem Vater studierte Rauscher ab dem 31. Juli 1811 Landschaftsmalerei an der Königlichen Akademie der Künste in München bei Johann Georg von Dillis.
Rauscher war als Hofmaler des Herzogs von Sachsen-Coburg und Gotha tätig. Er wurde zum Professor an der Coburger Kunstschule berufen.
Er malte Ansichten von deutschen Schlössern, die für die königliche Galerie im Buckingham-Palast bestimmt waren.